# Perochirus
Perochirus – rodzaj jaszczurek z rodziny gekonowatych (Gekkonidae).

## Zasięg występowania
Rodzaj obejmuje gatunki występujące w Japonii, na Wyspach Marshalla, Mikronezji, Marianach Północnych, Palau i Vanuatu. 

## Systematyka
Rodzaj zdefiniował w 1885 roku belgijski zoolog George Albert Boulenger w publikacji własnego autorstwa poświęconej spisowi okazów gadów za zbiorów Muzeum Historii Naturalnej w Londynie. Gatunkiem typowym jest Perochirus ateles.

### Etymologia
Perochirus: gr. πηρος pēros ‘okaleczony’; χειρ kheir, χειρος kheiros ‘dłoń’.

### Podział systematyczny
Do rodzaju należą następujące gatunki: 
- Perochirus ateles (Duméril, 1856)
- Perochirus guentheri Boulenger, 1885
- Perochirus scutellatus (Fischer, 1882)